# 二本松街道
二本松街道（にほんまつかいどう）は、陸奥国の会津若松と同国の二本松を結ぶ街道である。会津若松と奥州街道を結んでいた。会津街道とも呼ばれた。
現在の福島県会津地方と中通り地方を結ぶ。また、現代の交通路では、磐越自動車道、国道49号、磐越西線の会津若松市から、郡山市熱海町までの区間に相当する。会津若松と猪苗代の間では、北側の下街道（本道）と南側の上街道があった。加えて、沿線には初代会津藩の藩主、保科正之を祀る土津神社があり、これらの参拝などのために利用された。街道は1892年、新たな県道が開通されるまで盛んに利用された 。

## 経路

### 下街道
会津若松から、北東の方角に向かう街道で、大寺（現在の福島県耶麻郡磐梯町）などを経由していた。現代の交通路では、磐越西線が近い経路を通る。現在、街道の道筋は磐梯町付近までは福島県道64号会津若松裏磐梯線、そこから同県同郡猪苗代町付近までは福島県道7号猪苗代塩川線がほぼ近い経路をとる 。

### 上街道
会津若松から東の方角に向かう街道で、滝沢峠、沓掛峠のほか、猪苗代湖の北岸を経由して猪苗代町付近に至る。沿線には滝沢本陣があった。また、沓掛峠付近までは白河街道と経路を共有していた。国道49号が会津若松市強清水付近から近い経路をとっている 。

### 猪苗代以東
同町関都付近を経由後、現在の国道49号中山峠の北に位置する楊枝峠を経由し、現在の同県郡山市熱海町に至る。熱海町からは現在の福島県道8号本宮熱海線を経て本宮市付近に至り、本宮から二本松までの区間は奥州街道と共有の区間になっている 。

## 宿場 (下街道経由)
- 会津若松 (福島県会津若松市)[1][4]
- 大寺宿 (福島県耶麻郡磐梯町)[1]
- 猪苗代 (福島県耶麻郡猪苗代町)[1]
- 関脇宿 (福島県耶麻郡猪苗代町)[5]
- 中山宿 (福島県郡山市)[4]
- 横川宿 (福島県郡山市)
- 苗代田宿 (福島県本宮市)[4]
- 本宮宿 (福島県本宮市)[4]
- 二本松 (福島県二本松市)[1]

### 史跡の指定
猪苗代町周辺の区間では、猪苗代町指定の史跡となっている区間がある 。

## 主な峠

### 下街道
- 明ル坂

### 上街道
- 滝沢峠
- 沓掛峠

### 猪苗代以東
- 楊枝峠

## 安積街道
現在の福島県郡山市の郡山駅の北で陸羽街道（奥州街道）から分岐して会津方面に向かう街道。二本松街道と同じように、会津街道とも呼ばれた。同市富田町、喜久田町などを経由し、同市熱海町で二本松街道に接続する。この区間は、1886年、県道に指定されている。現代の交通路としては、郡山駅北で国道4号（奥州街道、陸羽街道の後身）から分岐し、福島県道296号荒井郡山線の経路が近いほか、目的地が郡山市と国道49号の経由地と同じで、経路が一致する区間もある。